# Pałac Brühla na Woli
Pałac Brühla na Woli – niezachowany zespół pałacowo-parkowy, który znajdował się w dzisiejszej dzielnicy Wola w Warszawie, na skraju pola elekcyjnego w rejonie dzisiejszych ulic Elekcyjnej i Wolskiej.

## Historia
Wzniesiony dla ministra Henryka Brühla jako podmiejska rezydencja najprawdopodobniej około roku 1750 przez Johanna Friedricha Knöbla, który jednocześnie prowadził prace przy pobliskim kościele pw. św. Wawrzyńca. Pałac ucierpiał w czasie Insurekcji kościuszkowskiej w 1794, gdy w sąsiedztwie pałacu wzniesiono pierwsze umocnienia późniejszej Reduty Sowińskiego. 6 września 1831 odbył się szturm Rosjan na umocnienia reduty, w czasie którego śmierć ponieść miał gen. Józef Sowiński, poważnym zniszczeniom uległ też kościół św. Wawrzyńca. W tym okresie na pewno zespół pałacowy już nie istniał.
Na umocnieniach reduty w 1834 roku założono cmentarz prawosławny, a sam kościół przekształcono w cerkiew. Kościół ten wrócił do katolików dopiero po odzyskaniu niepodległości przez Polskę. 3 sierpnia 1936 roku na terenie przylegającym do cmentarza, częściowo w obrębie szańców, otwarto założony z inicjatywy prezydenta Warszawy Stefana Starzyńskiego park im. gen. Józefa Sowińskiego wraz z amfiteatrem, istniejący do dziś. Ślady założenia parkowo-pałacowego są dziś zupełnie nieczytelne.